# Movimiento 969
El movimiento 969 (en birmano: ၉၆၉ လှုပ်ရှားမှု) es un movimiento nacionalista opuesto a lo que considera la expansión del islam en Birmania, país de mayoría budista.

## Ideología
Las cifras 969 «simbolizan las virtudes del Buda, las prácticas budistas y la comunidad budista». El primer 9 representa los nueve atributos especiales del Buda Gautama; el 6, los seis atributos especiales de su dharma (enseñanzas budistas); y el segundo 9, los nueve atributos especiales de la sangha (comunidad monástica) budista. Estos atributos especiales son las Tres Joyas, o Tres Refugios del Buda. El Buda, el dharma, la sangha, la rueda del dharma y el 969 se han utilizado tradicionalmente como símbolos budistas.
El movimiento ha inspirado fuertes reacciones tanto dentro como fuera de Birmania. En los medios internacionales, ha sido objeto de críticas. Diversos medios informativos han calificado el movimiento de antimusulmán o islamófobo.
Los budistas birmanos que apoyan el movimiento, por otra parte, niegan que sea antimusulmán. El bhikkhu Ashin Wirathu declaró ante AFP que se trata de un movimiento protector cuyo objetivo son los «bengalíes [como denomina a los rohinyás] que aterrorizan a los arakaneses [budistas]». Alex Bookbinder, en The Atlantic, traza el origen del movimiento en un libro escrito a finales de los años 1990 por el funcionario Kyaw Lwin del Ministerio de Asuntos Religiosos, y vincula sus preceptos con la creencia tradicional en la numerología. En Asia del Sur, los musulmanes representan la frase «en nombre de Dios, el Clemente, el Misericordioso» con el número 786, y los negocios muestran este número para indicar que son regentados por musulmanes. Los partidarios del movimiento 969 lo consideran una consporación para conquistar Birmania en el siglo XXI, ya que la suma de 7, 8 y 6 es igual a 21. El número 969 está ideado como la antítesis cosmológica de 786.

## Wirathu
El monje Wirathu está considerado el mayor protector del movimiento. Se llama a sí mismo el Bin Laden birmano, y ha abogado por el boicot de negocios regentados por musulmanes. Sin embargo, Wirathu ha alegado que se ha utilizado el movimiento como chivo expiatorio al culparlo injustamente de incidentes como los disturbios de Rakáin de 2012, y sostiene que «969 no es violento». El periódico Asia Times Online ha descrito a Wirathu como una «figura compleja» que demoniza a los musulmanes, pero también protesta contra la violencia policial. Según un artículo en The Straits Times, una fuente indicó que Wirathu había cambiado el tono de su discurso y había llamado a «promover la paz entre las comunidades religiosas».
El artículo de portada del número del 20 de junio de 2013 de Time describió a Wirathu como «la cara del terror budista». «Puedes estar lleno de compasión y amor, pero no puedes dormir junto a un perro rabioso», dijo Wirathu, refiriéndose a los musulmanes. «Si somos débiles», añadió, «nuestra patria se volverá musulmana». Tras la publicación del artículo de Time, Wirathu negó cualquier responsabilidad por la violencia antimusulmana. Poco después, el número de Time cuya portada estaba dedicada a Wirathu fue prohibido en Birmania.
El gobierno de Birmania ha objetado al artículo de la revista. Las autoridades negaron estar defendiendo al monje Wirathu, pero expresaron su preocupación de que el artículo pudiera causar problemas tras el malestar reciente entre budistas y musulmanes. Sin embargo, el presidente Thein Sein ha defendido a Wirathu, argumentando que la orden del monje luchaba por la paz y la prosperidad y que la noticia socavaba los esfuerzos por reconstruir la confianza entre los distintos grupos religiosos del país. Wirathu ha dicho que el artículo de Time no se oponía al budismo, sino solamente a él. En una entrevista con la revista The Irrawaddy, acusó a los extremistas islámicos de estar detrás del artículo y de planificar la yihad contra Birmania.
El 30 de junio de 2013, cientos de personas se manifestaron en Rangún contra el artículo de la revista Time sobre Wirathu y el movimiento 969.
En septiembre de 2014, Ashin Wirathu asistió a una «Gran Conferencia de Sangha» en Colombo auspiciada por la organización nacionalista Bodu Bala Sena. Ashin Wirathu dijo que su Movimiento 969 trabajaría junto con Bodu Bala Sena.

## Iniciativas
El movimiento pretende aprobar una ley para requerir el permiso de las autoridades locales para que un hombre no budista pueda casarse con una mujer budista; y para requerir además que, en tales matrimonios mixtos, el novio se convierta al budismo.
Dhammapiya, un monje veterano que contribuyó a redactar la propuesta de ley, dijo que estaba pensada para fomentar la paz interreligiosa y para «proteger» a las mujeres budistas de convertirse a la fuerza al islam al casarse con hombres musulmanes. Las autoridades del gobierno con competencias en asuntos religiosos, aunque apoyan la protección del budismo de las amenazas percibidas del islam, rechazan las iniciativas legales del movimiento 969 y la creación de organizaciones formales basadas en principios del movimiento 969.